# Alfredo Arola
Alfredo Francisco Javier Arola Blanquet (n. el 24 de julio de 1948 en Barcelona) es presidente de la Corporación Aragonesa de Radio y Televisión desde noviembre de 2015.
Fue diputado del PSOE por Zaragoza durante las VII, VIII y IX Legislaturas de España. Es licenciado en Filosofía y Letras por la especialización de Filología Románica y está casado.

## Presidente de la CARTV
Alfredo Arola es presidente de la Corporación Aragonesa de Radio y Televisión desde el 4 de noviembre de 2015. El consejo de administración le designó para el puesto con 16 votos a favor y 4 abstenciones. En esa misma reunión se designó a María Pilar Domínguez (PP) para la vicepresidencia y a María Goicoetxea (Podemos) para la secretaría.
El inicio de su mandato ha coincidido con la modificación de la ley que regula la Corporación Aragonesa de Radio y Televisión, que incluye como principales novedades la reducción del número de miembros del consejo de administración de 19 a 15 y su elección por mayoría de tres quintos en las Cortes de Aragón, en lugar de dos tercios. El Consejo de Gobierno aprobó dicha modificación el 4 de noviembre de 2015 para cumplir con los compromisos acordados con Podemos para la investidura como presidente de Aragón de Javier Lambán.

## Actividad profesional
- Vocal de la Comisión de Defensa
- Vocal de la Comisión de Administraciones Públicas
- Secretario primero de la Comisión de Sanidad y Consumo